# Melville Stewart
Melville Stewart (Londra, 17 febbraio 1869 – Brooklyn, 5 agosto 1915) è stato un attore e regista teatrale inglese.
Noto attore del teatro britannico, lavorò a lungo anche negli Stati Uniti, apparendo in diversi spettacoli di Broadway.
Nel 1915, lavorò anche per il cinema; fu tra gli interpreti principali di due pellicole, ambedue tratte da lavori teatrali: uno da una commedia di Dion Boucicault, l'altra da un lavoro di Richard Harding Davis.
Stewart era sposato con Genevieve Findley.

## Spettacoli teatrali
- The Wolf di John Philip Sousa (New Haven, 28 dicembre 1897)
- The Bride Elect (The Wolf) (Broadway, 11 aprile 1898)
- Florodora (Teatro del West End di Londra, 11 novembre 1899)
- San Toy (Broadway, 1 ottobre 1900)
- San Toy (Broadway, 7 aprile 1902)
- A Country Girl, di James T. Tanner (Broadway, 22 settembre 1902)
- The Cingalee (Broadway, 24 ottobre 1904)
- The Coming of Mrs. Patrick (Broadway, 6 novembre 1907)
- The-Merry-Go-Round (Broadway, 25 aprile 1908)
- The King of Cadonia (Broadway, 10 gennaio 1910)
- The Cheater (Broadway, 29, giugno 1910)
- The Girl in the Train (Broadway, 3 ottobre 1910)
- A Country Girl (Broadway, 29 maggio 1911)
- Over the River (Broadway, 8 gennaio 1912)
- The Firefly, di Rudolf Friml (Broadway, 2 dicembre 1912)
- Suzi (Broadway, 3 novembre 1914)
- Ziegfeld Follies of 1915 (Broadway, 21 giugno 1915)

## Filmografia
- After Dark, regia di Frederic Thomson (Frederick A. Thomson) (1915)
- The Galloper, regia di Donald MacKenzie (1915)